# Pietrzyki
Pietrzyki (deutsch Wiesenheim, bis 1904 Pietrzyken) ist ein Dorf in der polnischen Woiwodschaft Ermland-Masuren, das zur Gmina Pisz (Stadt- und Landgemeinde Johannisburg) im Powiat Piski (Kreis Johannisburg) gehört.

## Geographische Lage
Pietrzyki liegt in der östlichen Woiwodschaft Ermland-Masuren, acht Kilometer südöstlich der Kreisstadt Pisz (deutsch Johannisburg).

## Geschichte
Das kleine um 1540 Pietzerzicken, nach 1540 Pietersicken, nach 1579 Petrzicken, nach 1785 Pietrzicken und bis 1904 Pietrzyken genannte Dorf wurde 1435 durch den Deutschen Ritterorden als Freigut mit 16 Hufen nach Kölmischem Recht gegründet. Es bestand ursprünglich aus mehreren großen und kleinen Höfen. 
Von 1874 bis 1945 war der Ort in den Amtsbezirk Groß Kessel eingegliedert.
Am 12. Oktober 1904 wurde Pietrzyken in „Wiesenheim“ umbenannt und behielt diesen Namen bis 1945. Die Zahl der Einwohner belief sich im Jahre 1910 auf 157, stieg bis 1933 auf 166 und belief sich 1939 auf noch 146.
1945 kam Wiesenheim in Kriegsfolge und mit dem gesamten südlichen Ostpreußen zu Polen und erhielt die polnische Namensform „Pietrzyki“. Heute ist das kleine Dorf Sitz eines Schulzenamtes (polnisch Sołectwo) und als solches eine Ortschaft im Verbund der Stadt- und Landgemeinde Pisz (Johannisburg) im Powiat Piski (Kreis Johannisburg), bis 1998 der Woiwodschaft Suwałki, seitdem der Woiwodschaft Ermland-Masuren zugehörig.

## Religionen
Pietrzyken war bis 1945 in die Evangelische Kirche Johannisburg in der Kirchenprovinz Ostpreußen der Kirche der Altpreußischen Union sowie in die römisch-katholische Kirche Johannisburg im Bistum Ermland eingepfarrt. 
Heute gehört Pietrzyki katholischerseits weiterhin zur Pfarrei in der Kreisstadt Pisz, die jetzt allerdings in das Bistum Ełk der Römisch-katholischen Kirche in Polen eingegliedert ist. Auch die evangelischen Einwohner orientieren sich heute zur Kirchengemeinde in Pisz, die jetzt der Diözese Masuren in der Evangelisch-Augsburgischen Kirche in Polen zugehört.

## Verkehr
Pietrzyki liegt südlich der polnischen Landesstraße 58 und ist von dort über Kocioł Duży auf einer Nebenstraße in Richtung Zawady (Sawadden, 1938 bis 1945 Ottenberge) zu erreichen. Die nächste Bahnstation ist Stare Guty (Gutten, Ksp. Johannisburg) an der Bahnstrecke Olsztyn–Ełk (deutsch Allenstein–Lyck).